# Notothenioidei
A Notothenioidei a sugarasúszójú halak (Actinopterygii) osztályába és a sügéralakúak (Perciformes) rendjébe tartozó alrend.

## Rendszerezés
Az alrendbe az alábbi 5 család tartozik
- Bathydraconidae
- Bovichthyidae
- Channichthyidae
- Harpagiferidae
- Nototheniidae